# Deuterocaulobius villosus
Deuterocaulobius villosus är en skalbaggsart som beskrevs av Le Guillou 1844. Deuterocaulobius villosus ingår i släktet Deuterocaulobius och familjen Melolonthidae. Inga underarter finns listade i Catalogue of Life.